# Abenteuer auf Furby Island
Abenteuer auf Furby Island (englischer Originaltitel Furby Island) ist ein US-amerikanischer Animationsfilm. Er wurde von Buzzie Productions und DR TV Productions für Hasbro Entertainment produziert und kam am 2. Januar 2005 in die Kinos.

## Handlung
Die dreizehnjährige Maddie und ihr jüngerer Bruder Ty sind mit ihren Eltern in einem Privatflugzeug unterwegs zu einer unbewohnten Südseeinsel. Ihre Eltern sind Entdecker, die auf der Suche nach seltenen Pflanzen schon die ganze Welt bereist haben. Auf der Insel gelandet, gehen die Eltern sogleich auf Erkundungstour und lassen die Kinder am Flugzeug zurück. Maddie beschließt mit Ty den Wald der Insel zu erkunden, denn auch sie fühlt sich als Entdeckerin. Beflügelt von den Adventure-Geschichten von Dr. Reginald Conquest, der angeblich schon hunderte neue Tierarten entdeckt hat, will sie nach dem legendären „Tortizard“ suchen. Ein Tier, das auch Conquest noch nicht gefunden hat. Im dichten Dschungel entdecken Maddie und Ty einen alten Tempel, doch kaum dass sie ihn betreten, beginnt er einzustürzen und Ty wird im Inneren des Gebäudes gefangen. Maddie will ihre Eltern zu Hilfe holen, doch weiß sie nicht, wo sie sie finden kann. Verzweifelt fängt sie an zu weinen, als plötzlich ein kleiner Furby auftaucht, der hier auf der Insel zu wohnen scheint und sogar sprechen kann. Der kleine pelzige Kerl stellt sich als „E’lo“ vor und Maddie kann in seinen Augen das sehen, wonach sie sich gerade sehnt bzw. was sie fühlt. Sie ist verwirrt und lernt nun auch E’los Familie kennen, die plötzlich alle um Maddie herum erscheinen. Nachdem sich Ty selbst aus dem Tempel befreit hat, wird er von Maddie den Furbys vorgestellt. Gemeinsam verbringen sind den Rest des Tages miteinander und Maddie fühlt sich in ihrer Gegenwart sehr wohl. Zurück am Flugzeug postet sie ihre Erlebnisse mit den Furbys und stellt fest, dass E’lo und E’Hi, die mit ihnen gekommen sind, sehr schnell lernen. Sie will die beiden ihren Eltern vorstellen, die gerade heimkehren, doch die beiden Furbys sind plötzlich verschwunden.
Am nächsten Morgen gehen Maddie und Ty gleich wieder in den Dschungel zu den Furbys. Dr. Reginald Conquest, der Maddies Nachrichten im Internet verfolgt hat, trifft mit seinen Männern auf der Insel ein und versucht, die Furbys zu fangen. Maddie ist extrem enttäuscht von ihrem Idol und versucht E’lo in Sicherheit zu bringen. Um die anderen Furbys nicht zu verraten, führt sie die Männer auf eine falsche Fährte. Doch Conquest lässt sich nicht täuschen und bringt E’lo in seine Gewalt. Maddie ist zunächst verzweifelt, doch mit der mentalen Hilfe der anderen Furbys, findet sie einen Weg sich mit Conquest anzulegen. Gemeinsam mit Ty locken sie Conquest und seine Leute in ihre eigenen Fallen und am Ende bis in den alten Tempel. Dort lässt sie Conquest in einer Fallgrube hocken, bis die Polizei eintrifft, die von Maddies Eltern informiert wurde.
Maddie postet die Wahrheit über Dr. Reginald Conquest im Internet und erkennt, dass die Familie das wichtigste ist. Damit Leute wie Conquest den Furbys nicht erneut nachstellen können, beschließen Maddies Eltern die kleinen Kerle mit zu sich nach Hause zu nehmen. Von E’lo erfährt Maddie, dass es in der ganzen Welt verteilt noch viel mehr Furbys gibt und sie bittet ihre Eltern, auf dem Rückflug noch so einige Male zwischenzulanden.